# Sherman Township (comté de Mason, Illinois)
Pour les articles homonymes, voir Sherman Township et Sherman.
Sherman Township est un township du comté de  Mason dans l'Illinois, aux États-Unis,.

## Source de la traduction
- (en) Cet article est partiellement ou en totalité issu de l’article de Wikipédia en anglais intitulé « Sherman Township, Mason County, Illinois » (voir la liste des auteurs).